# Королёвка (Днепропетровская область)
Королёвка (укр. Королівка) — село,
Николаевский сельский совет,
Новомосковский район,
Днепропетровская область,
Украина.
Код КОАТУУ — 1223284003. Население по переписи 2001 года составляло 611 человек .

## Географическое положение
Село Королёвка находится на расстоянии в 2 км от сёл Затишное и Новое.
Рядом проходит автомобильная дорога Т-0413.

## Экономика
- Кооператив «Им. Щорса».
- Кооператив «Королевский».
- ООО «Вербена».

## Объекты социальной сферы
- Школа.
- Детский сад.
- Амбулатория.
- Клуб.